# National Defense Ministry Football Club
Maillots
Actualités
Le National Defense Ministry Football Club (en khmer : ក្លឹបបាល់ទាត់ ក្រសួងការពារជាតិ), plus couramment abrégé en National Defense Ministry, est un club cambodgien de football fondé en 1982 et basé à Phnom Penh, la capitale du pays.
Le club évolue actuellement dans la C-League.

## Historique
- 1982 : Fondation du club (en tant que Royal Cambodian Armed Forces Football Club)[2]
- 1985 : Premier titre de champion du Cambodge

## Palmarès
| Compétitions nationales |
| --- |
| - Championnat du Cambodge (3) : - Champion : 1985, 1986 et 1993. - Coupe du Cambodge (2) : - Vainqueur : 2010 et 2018. - Finaliste : 2013. - Supercoupe du Cambodge : - Finaliste : 2017. |

## Personnalités du club

### Présidents du club
- Op Sam Ath

### Entraîneurs du club
- Tep Long Rachana